# 祁门黄芩
祁门黄芩（学名：Scutellaria chimenensis），为唇形科黄芩属下的一个种。

## 扩展阅读
維基物種上的相關：祁门黄芩